# Řehlovice
Řehlovice är en ort i Tjeckien. Den ligger i regionen Ústí nad Labem, i den nordvästra delen av landet, 70 km nordväst om huvudstaden Prag. Řehlovice ligger 167 meter över havet och antalet invånare är 1 129.
Terrängen runt Řehlovice är kuperad åt sydost, men åt nordväst är den platt. Řehlovice ligger nere i en dal.Runt Řehlovice är det ganska tätbefolkat, med 78 invånare per kvadratkilometer. Närmaste större samhälle är Ústí nad Labem, 8,1 km nordost om Řehlovice. I omgivningarna runt Řehlovice växer i huvudsak blandskog.